# Kleidotoma subaptera
Kleidotoma subaptera är en stekelart som först beskrevs av Walker 1834.  Kleidotoma subaptera ingår i släktet Kleidotoma, och familjen glattsteklar. Arten är reproducerande i Sverige.